# Park Ye-jin
Park Ye-jin (박예진?, 朴藝珍?, Bak YejinLR, Pak YejinMR; Seul, 1º aprile 1981) è un'attrice sudcoreana.
Ha debuttato come attrice nel film horror del 1999 Yeogogoedam dubeonjjae i-yagi, per poi apparire in ruoli principali e secondari in diverse serie TV e film, tra cui Balli-eseo saenggin il (2004), Dae Jo-yeong (2006) e Mi-wodo dasi han beon (2009). La sua popolarità è però aumentata quando è diventata un membro fisso del cast della prima stagione del varietà Family-ga tteotda. Nel 2009, Park ha lasciato lo show a causa dei suoi impegni, tra cui le riprese della serie in costume Seondeok yeo-wang e del film Cheongdambosal.
Dopo essere stata scelta per il ruolo della moglie di Gengis Khan, Khulan, nel film di arti marziali Zhi sha ling (2013), ha recitato da protagonista nella serie fantasy romantica I Love Lee Tae-ri (2012).

## Filmografia

### Cinema
- Yeogogoedam dubeonjjae i-yagi (여고괴담 두번째 이야기?), regia di Kim Tae-yong e Min Kyu-dong (1999)
- Gwangsigok (광시곡?), regia di Jang Hoon (2001)
- Ttulh-eo-ya sanda (뚫어야 산다?), regia di Go Eun-gi (2002)
- Mongjeonggi 2 (몽정기 2?), regia di Jung Cho-sin (2005)
- Geunyeoneun yeoppeotda (그녀는 예뻤다?), regia di Choi Ik-hwan e Choi Seung-won (2008)
- Cheongdambosal (청담보살?), regia di Kim Jin-young (2009)
- Head (헤드?), regia di Jo Woon (2011)
- Mr. Idol (Mr. 아이돌?), regia di Ra Hee-chan (2011)
- Zhi sha ling (止杀令S), regia di Wang Ping (2013)
- Josée (조제?), regia di Kim Jong-kwan (2020)

### Televisione
- Gwangkki (광끼?) – serie TV (1999)
- Nae jamae i-yagi (네 자매 이야기?) – serie TV (2001)
- Geudaereul algobuteo (그대를 알고부터?) – serie TV (2002)
- Jang Huibin (장희빈?) – serie TV (2002-2003)
- Balli-eseo saenggin il (발리에서 생긴 일?) – serie TV (2004)
- Jag-eun assideul (작은 아씨들?) – serie TV (2004)
- Namjaga saranghal ttae (남자가 사랑할 때?) – serie TV (2004)
- Hwansaeng: Next (환생: 넥스트?) – serie TV (2005)
- Insaeng-i-yeo goma-wo-yo (인생이여 고마워요?) – serie TV (2006)
- Dae Jo-yeong (대조영?) – serie TV (2006-2007)
- Widaehan Catsby (위대한 캣츠비?) – serie TV (2007)
- Yeosabu-ilche (여사부일체?) – serie TV (2008)
- Mi-wodo dasi han beon (미워도 다시 한 번?) – serie TV (2009)
- Seondeok yeo-wang (선덕여왕?) – serie TV (2009)
- My Princess (마이 프린세스?) – serie TV (2011)
- I Love Lee Tae-ri (아이 러브 이태리?) – serie TV (2012)
- Mr. Back (미스터 백?) – serie TV (2014)
- Last (라스트?) – serie TV (2015)
- My Country: The New Age (나의 나라?) – serie TV (2019)
- Yeonghunsuseon-gong (영혼수선공?) – serie TV (2020)